# Nikita Michailis
Nikita Jurjewitsch Michailis (russisch Никита Юрьевич Михайлис; * 18. Juni 1995 in Qaraghandy) ist ein kasachischer Eishockeyspieler, der seit 2014 bei Barys Astana in der Kontinentalen Hockey-Liga unter Vertrag steht.

## Karriere
Nikita Michailis begann seine Karriere als Eishockeyspieler in seiner Heimatstadt in der Nachwuchsabteilung von Junost Karaganda. Seit 2011 spielt er im System von Barys Astana. Nachdem er zunächst in der zweiten Mannschaft des Klubs in der kasachischen Meisterschaft zum Einsatz gekommen war, spielte er von 2012, als Barys ihn in der vierten Runde des KHL Junior Drafts als insgesamt 121. Spieler zog, bis 2015 für Sneschnyje Barsy Astana in der Molodjoschnaja Chokkeinaja Liga, einer russisch dominierten Juniorenliga.
Seit 2014 spielt er für die Profi-Mannschaft von Barys in der Kontinentalen Hockey-Liga, wurde daneben aber auch in der zweiten Mannschaft, die sich ab 2013 Nomad Astana nannte, eingesetzt. Außerdem spielte er 2016/17 auch für Torpedo Ust-Kamenogorsk in der russischen Wysschaja Hockey-Liga. Beim IIHF Continental Cup 2017/18 erreichte er mit Nomad Astana das Finalturnier in Minsk, wo er mit seinem Team den zweiten Platz hinter Gastgeber HK Junost Minsk belegte. Er selbst wurde als bester Stürmer des Turniers ausgezeichnet.

### International
Michailis spielte im Juniorenbereich für Kasachstan bei den U18-Weltmeisterschaften 2012, als er als Torschützenkönig auch zum besten Spieler seiner Mannschaft gewählt wurde, und 2013, als er gemeinsam mit seinem Landsmann Semjon Koschelew Torschützenkönig und hinter diesem auch zweitbester Scorer des Turniers war und erneut zum besten Spieler seiner Mannschaft gewählt wurde, sowie den U20-Weltmeisterschaften 2013, 2014, als er Topscorer und hinter seinem Landsmann Juri Sergijenko auch zweitbester Torschütze wurde sowie die beste Plus/Minus-Bilanz des Turniers aufwies, und 2015, als er nicht nur erneut Topscorer war und die beste Plus/Minus-Bilanz aufwies, sondern auch bester Vorbereiter und nach seinem Landsmann Arkadi Schestakow und dem Japaner Yūshirō Hirano auch drittbester Torschütze war, jeweils in der Division I. Zudem vertrat er seine Farben auch bei der Winter-Universiade 2017, als im heimischen Almaty die Silbermedaille hinter der russischen Studentenauswahl erreicht wurde.
Für die kasachische Herren-Auswahl spielte er erstmals bei den Winter-Asienspielen 2017, die das Team gewinnen konnte. Später im Jahr nahm er an der Weltmeisterschaft 2017 in der Division I teil. Auch 2018 und 2019, als er als bester Spieler seiner Mannschaft, wertvollster Spieler des Turniers und Mitglied des All-Star-Teams ausgezeichnet wurde, spielte er mit dem kasachischen Nationalteam in der Division I. Aufgrund der weltweiten COVID-19-Pandemie konnte er dann aber nach dem Aufstieg 2019 erstmals 2021 in der Top-Division antreten, als den Kasachen mit Platz zehn die beste Platzierung ihrer WM-Geschichte gelang. Auch 2022 spielte er in der Top-Division. Zudem vertrat er seine Farben bei der Olympiaqualifikation für die Winterspiele in Peking 2022.

## Erfolge und Auszeichnungen
- 2012 Torschützenkönig bei der U18-Weltmeisterschaft der Division I, Gruppe B
- 2013 Aufstieg in die Division I, Gruppe A bei der U18-Weltmeisterschaft der Division I, Gruppe B
- 2013 Torschützenkönig bei der U18-Weltmeisterschaft der Division I, Gruppe B
- 2014 Topscorer und beste Plus/Minus-Bilanz bei der U20-Weltmeisterschaft der Division I, Gruppe B
- 2015 Aufstieg in die Division I, Gruppe A bei der U20-Weltmeisterschaft der Division I, Gruppa B
- 2015 Topscorer, bester Vorbereiter und beste Plus/Minus-Bilanz bei der U20-Weltmeisterschaft der Division I, Gruppa A
- 2017 Silbermedaille bei der Winter-Universiade
- 2017 Goldmedaille bei den Winter-Asienspielen
- 2018 Bester Stürmer beim IIHF Continental Cup 2017/18
- 2019 Aufstieg in die Top-Division bei der Weltmeisterschaft der Division I, Gruppe A (wegen der weltweiten COVID-19-Pandemie erst 2021 wirksam)
- 2019 Wertvollster Spieler der Weltmeisterschaft der Division I, Gruppe A
- 2019 All-Star-Team der Weltmeisterschaft der Division I, Gruppe A

## KHL-Statistik
(Stand: Ende der Saison 2021/22)